# Adrien Canelle

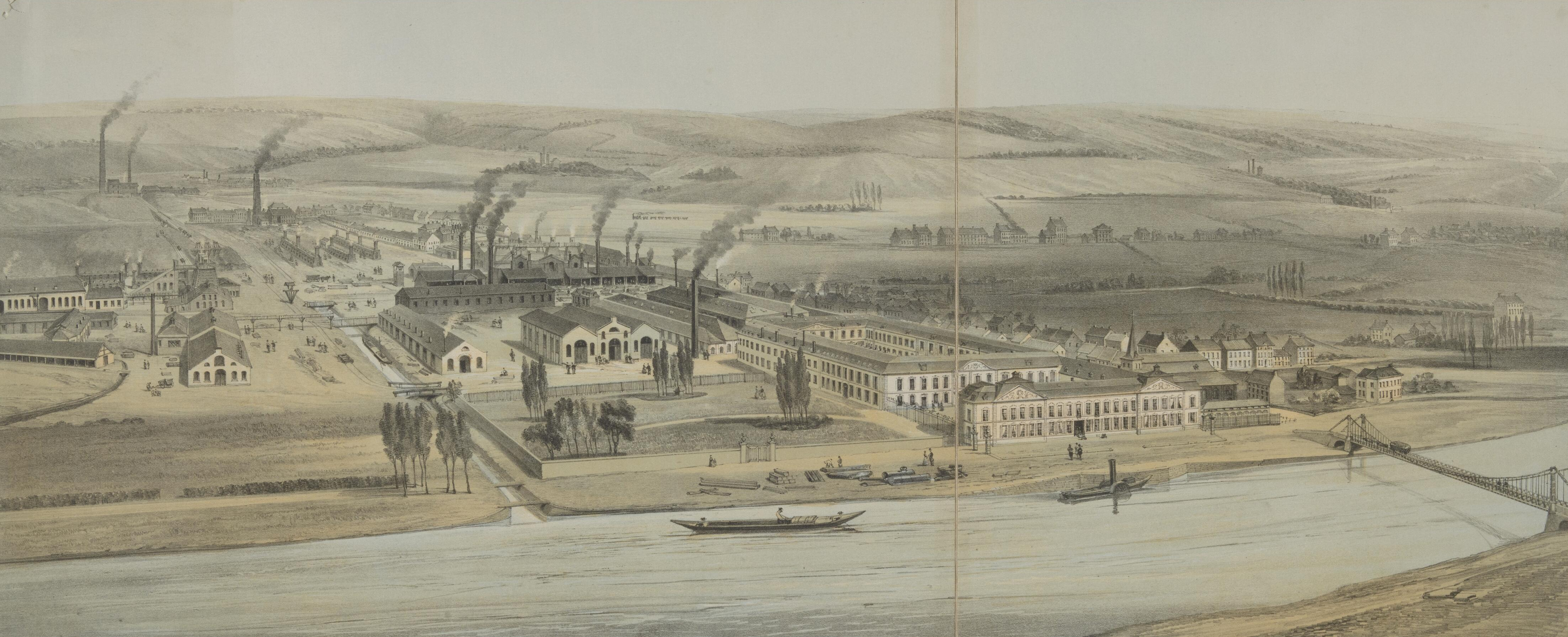
Cockerill in Seraing in 1852. Litho van Adrien Canelle voor La Belgique industrielle.

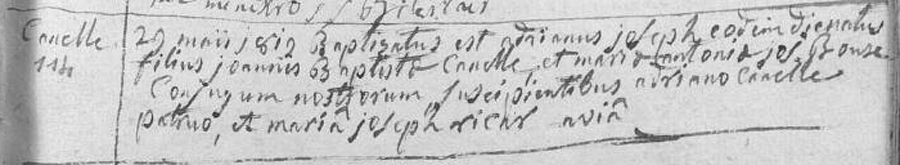
Fragment uit het doopregister van Marbais (1819)

Adrien Canelle (Marbais, ca. 29 mei 1819 – Amsterdam, 5 november 1874) was een Belgisch graficus uit de 19e eeuw, gespecialiseerd in de lithografie, voornamelijk van documentair-topografisch beeldmateriaal en portretten.

## Levensloop
Over zijn levensloop is vrijwel niets bekend. Waller (zie literatuur) geeft als zijn geboorteplaats- en datum "Morbais, 1819" op. Zijn naam komt inderdaad voor in het doopregister van het Waals-Brabantse plaatsje Marbais (zie het fragment hiernaast). Zijn sterfdatum is niet bekend.
Canelle werkte zeker in Brussel en wellicht een tijd in Den Haag.

## Oeuvre
Het oeuvre bestaat voornamelijk uit topografische litho's en een aantal portretlitho's.
- Litho's voor La Belgique industrielle (1854-1856), een prestigieus platenboek waarin de moderne industrie in het toenmalige België werd getoond, met onder andere de manufactuur Val-Saint-Lambert te Seraing, het spoorwegstation La Louvière, de porseleinmanufactuur Capellemans in Halle, de faïencemanufactuur Boch in Doornik, de hoogovens van Marcinelle en Couillet, de Fabrique de briquettes F. de Haynin in Gosselies, de hoogovens en staalfabrieken in Seraing, en de firma Phoenix & Glenmore te Borgerhout

- Vues de Belgique dessinées et lithographiées par Canelle et F. Stroobant (Brussel, Froment) met onder andere Promenade de la Sauvinière in Luik

- Album Souvenir de Blankenberghe (druk Simoneau & Toovey) met diverse gezichten op Blankenberge, zoals het oud Stadhuis, het Grand Hôtel des Familles, en het eerste Casino uit 1859

- Album Souvenir d'Ostende (uitg. F. Claassens, ± 1858) met diverse gezichten op toeristische plaatsen in Oostende

- Dierentuin van Brussel
- De Sint-Jozefskerk in Brussel
- Zoo Antwerpen (Gedrukt bij Simonau & Toovey)
- Sint-Hubertusgalerij in Brussel
- Nationale Schietbaan in Brussel
- Défilé van de Burgerwacht op 9 april 1848
- Binnenzicht van de kerk in Waterloo
- Watermolen op de Steenweg van Ten Noode te Etterbeek
- Hoogovens te Luik-Sclessin
- Cérémonies et fêtes qui ont eu lieu à Bruxelles du 21 au 23 juillet 1856, à l’occasion du XXV° anniversaire de l’inauguration de S.M. le Roi Léopold I. (Plechtigheden en feesten die ter gelegenheid van 25e verjaardag van de inauguratie van Koning Leopold I van 21 tot 23 juli 1856 in Brussel plaatsvonden)

- Portretlitho's : J.H. Jonkers pensionaris van het Begijnhof te Brussel; Jean-Baptiste Van Mons (naar J.B. Madou); groepsportret en diverse individuele portretten van leden van de Koninklijke Familie; Johan Rudolf Thorbecke (in : Atlas Van Stolk, Rotterdam; portretten van Oswald Ive Poswick en zijn echtgenote Charlotte Adeleide de Clercx de Waroux (laatste bewoners van Chateau Neercanne in Maastricht)
- "Le Musée des Rieurs" (album met satirische prenten)

- Reproductiegrafiek naar schilderijen : Tintoreto en zijn dode dochter (naar Léon Cogniet)

## Situering
Canelle was een van vele lithografen van portretten en/of topografische prenten werkzaam in België rond 1850-1860: Borremans, Guillaume Van der Hecht, Edwin Toovey, Louis Ghémar, Joseph Schubert, Jean-Baptiste Madou, Joseph Hoolans… Met de snelle perfectionering van de fotografische reproductietechnieken verdween het genre grafiek dat zij beoefenden vanaf de jaren 1870.

## Musea en openbare verzamelingen
- Blankenberge, Gemeentelijke verzameling
- Brugge, verzameling Provincie West-Vlaanderen
- Brussel, Koninklijke Bibliotheek van België, Prentenkabinet
- Brussel, Museum van de Stad Brussel
- Brussel, Legermuseum
- Kortrijk, Broelmuseum
- Luik, Collection Artistique de l'Université
- Oostende, Stadsarchief
- Oostende, Kunstmuseum aan Zee

- Gemeinsame Normdatei: 1049673131
- Nederlandse Thesaurus van Auteursnamen: 376798955
- RKD-Nederlands Instituut voor Kunstgeschiedenis: 369193
- Virtual International Authority File: 307318960
- WorldCat: E39PBJbxCHKhtQH4QvMR6QWxDq